# Pacanów
Pacanów è un comune rurale polacco del distretto di Busko-Zdrój, nel voivodato della Santacroce.
Ricopre una superficie di 123,89 km² e nel 2004 contava 7 986 abitanti.